# Kerubin
Kerubin ili kerub (heb. כְּרוּב, asir. ܟܪܘܒܐ, lat. cherubus), prema religijskom vjerovanju, duhovno biće koje se spominje u Bibliji. Prema asirsko-babilonskoj vjerskoj predaji, kerubin je uzvišeno nadnaravno krilato biće, ljudskih ili životinjskih obilježja. U kršćanskoj tradiciji, kerubini predstavljaju čiste duhove koji pripadaju drugom redu anđeoske hijerarhije.

## U Starom zavjetu
Kerubini se u Starom zavjetu spominju na više mjesta. U Knjizi postanka Bog je zbog počinjenog grijeha prognao Adama i Evu iz zemaljskog raja, te je postavio kerubine s plamtećim mačem da čuvaju vrata edenskog vrta. Dok su Izraelci boravili u pustinji kerubini nisu bili dio kulta, pojavljuju se tek nakon boravka kovčega Saveza u mjestu Šilou. Kerubini koji su bili postavljeni na ulazu u Salomonov hram nestali su kad i sam kovčeg Saveza. U hramu izgrađenom nakon povratka iz babilonskog sužanjstva u Pomirilištu su se nalazile dvije figurice kerubina.
U Prvoj knjizi o kraljevima (1 Kr 8,7-8) spominju se u dijelu koji opisuje prijenos Zavjetnog kovčega koji je kralj Salomon dao pohraniti u jeruzalemskom hramu. Istovjetni opis navodi se i u Drugoj knjizi Ljetopisa (2 Ljet 5,8).
U Knjizi o proroku Ezekielu (Ez 1,4-28), kerubini se opisuju kao duhovna bića s četiri lica: ljudskim, lavljim, volovskim i orlovim.

## U judaističkoj rabinskoj tradiciji
U post-biblijskoj judaističkoj tradiciji postojalo je vjerovanje u židovsku hijerarhiju anđela. Prema nekim tvrdnjama, kerubini su bili prvi objekti stvoreni u svemiru. U Talmudu, u dijelu u kojem se opisuju nebesa i oni koji ih naseljavaju, spomenuti su serafini, međutim ne i kerubini.

## U kršćanstvu
U katoličkoj teologiji, od vremena Pseudo-Dionizija Areopagita, uvriježeno je vjerovanje da su kerubini anđeli koji pripadaju visokom drugom redu anđeoske hijerarhije, odmah iza serafina. Kerubini se spominju u Novom zavjetu, u knjizi Otkrivenja (Otk 4,6-8).